# Rinnthal

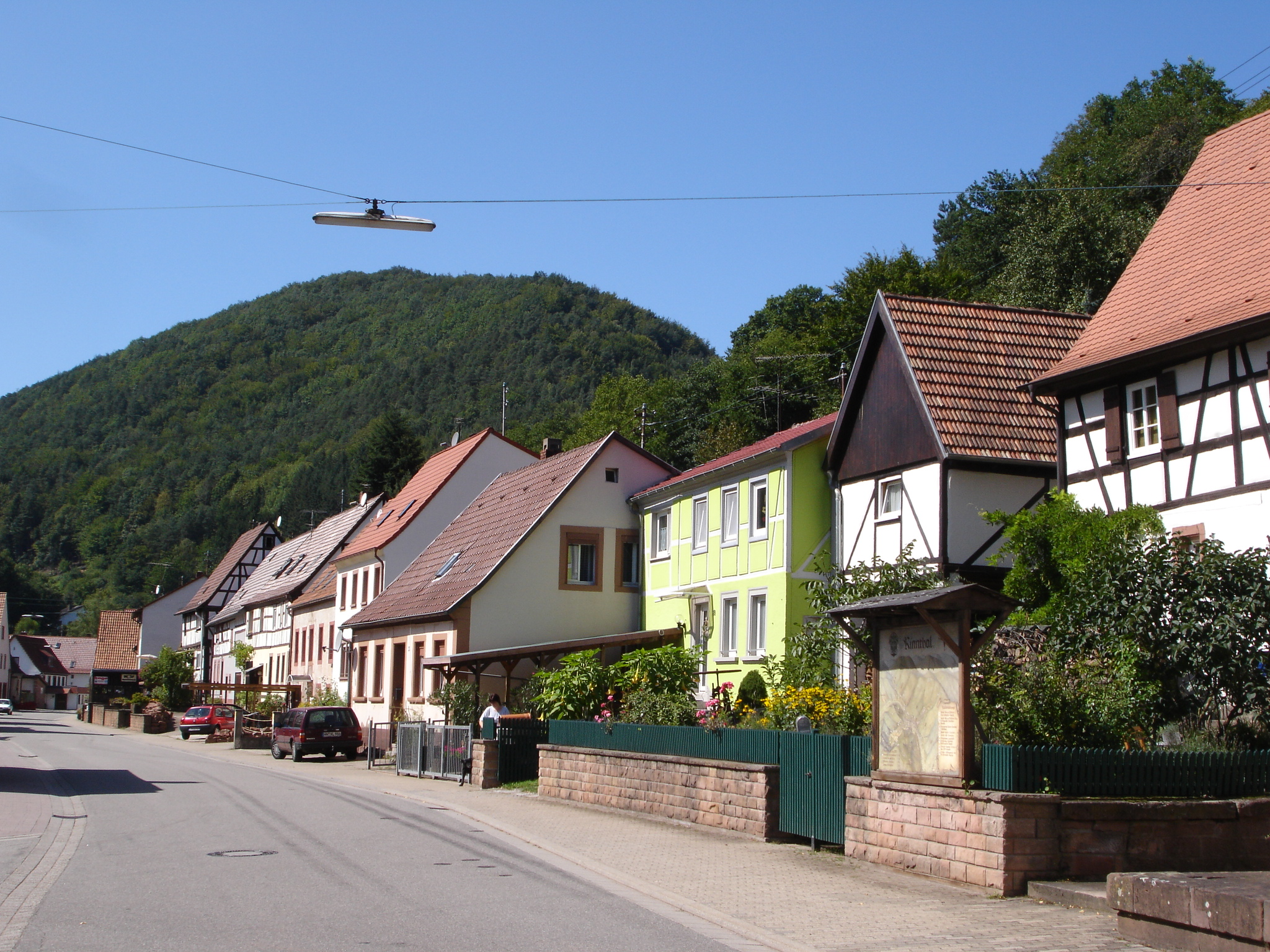
Ortsbild von Rinnthal

Rinnthal ist eine Ortsgemeinde im Landkreis Südliche Weinstraße in Rheinland-Pfalz. Sie gehört der Verbandsgemeinde Annweiler am Trifels an, innerhalb derer sie gemessen an der Einwohnerzahl die sechstkleinste Ortsgemeinde darstellt.

## Geographie

### Lage
Die Gemeinde liegt im Pfälzerwald am nördlichen Rand des Wasgaus, wie der Südteil des Pfälzerwaldes auch genannt wird. Im äußersten Nordwesten der Gemarkung hat die Gemeinde außerdem Anteil an der Frankenweide. Nachbargemeinden sind – einschließlich Exklaven – im Uhrzeigersinn Annweiler am Trifels, Birkweiler, Eußerthal, Annweiler am Trifels, Wernersberg, Spirkelbach und Wilgartswiesen.

### Erhebungen
Im Osten an der Gemarkungsgrenze zu Annweiler und Eußerthal erhebt sich der 529,7 m hohe Kehrenkopf, im Südwesten an der Grenze zu Spirkelbach der 437 m hohe Rindsberg und im Westen an der Grenze zu Wilgartswiesen der 422,1 m hohe Göckelberg sowie der 419 m hohe Am Kopf. Unmittelbar nordwestlich des Siedlungsgebiets befindet sich der Schwerwoogkopf, im Osten der 393,8 m hohe Dingentalkopf und im Südosten an der Grenze zu Annweiler der Buchholzer Berg sowie nordöstlich der 493,3 m hohe Schinderkopf.

### Gewässer
Die Queich durchfließt das Siedlungsgebiet in West-Ost-Richtung. Westlich von diesem mündet der Wellbach in die Queich, der zuvor den  Freischbach und das Langenbächel aufnimmt. Der Kaltenbach – ebenfalls ein Nebenfluss des Wellbach – bildet die nordwestliche Gemarkungsgrenze zu einer Waldexklave von Annweiler und dessen rechter Nebenfluss Modenbach wiederum stellenweise diejenige zu Wilgartswiesen.

## Geschichte
Bis Ende des 18. Jahrhunderts bildete die Gemeinde ein Kondominium, da sie gemeinschaftlich zu Zweibrücken und Leiningen gehörte.
Von 1798 bis 1814, als die Pfalz Teil der Französischen Republik (bis 1804) und anschließend Teil des Napoleonischen Kaiserreichs war, war Rinthal – so die damalige Schreibweise – in den Kanton Annweiler eingegliedert und unterstand der Mairie Wilgartswiesen. 1815 hatte die Gemeinde insgesamt 368 Einwohner. Im selben Jahr wurde der Ort Österreich zugeschlagen. Bereits ein Jahr später wechselte der Ort wie die gesamte Pfalz in das Königreich Bayern. Von 1818 bis 1862 gehörte Rinnthal dem Landkommissariat Bergzabern an; aus diesem ging anschließend das Bezirksamt Bergzabern hervor. 1849 ereignete sich im Zuge des Pfälzischen Aufstandes das Gefecht bei Rinnthal.
Ab 1939 war der Ort Bestandteil des Landkreises Bergzabern. Nach dem Zweiten Weltkrieg wurde Rinnthal innerhalb der französischen Besatzungszone Teil des damals neu gebildeten Landes Rheinland-Pfalz. Im Zuge der ersten rheinland-pfälzischen Verwaltungsreform wechselte der Ort am 7. Juni 1969 in den neu geschaffenen Landkreis Landau-Bad Bergzabern, der 1978 in Landkreis Südliche Weinstraße umbenannt wurde. 1972 wurde Rinnthal der ebenfalls neu gebildeten Verbandsgemeinde Annweiler am Trifels zugeordnet.
Seit der Reformation im 16. Jahrhundert ist Rinnthal wie Wilgartswiesen und Spirkelbach evangelisch geprägt. Die Katholiken gehören zum Bistum Speyer und die Evangelischen zur Protestantischen Landeskirche Pfalz.

### Konfessionsstatistik
Mit Stand 30. Juni 2005 waren von den Einwohnern 57,9 % evangelisch, 23,7 % römisch-katholisch und  18,4 % waren konfessionslos oder gehörten einer anderen Glaubensgemeinschaft an. Mit Stand Ende Oktober 2024 waren von den Einwohnern 40,2 % evangelisch, 22,1 % katholisch und 37,7 % waren konfessionslos oder gehörten einer anderen Glaubensgemeinschaft an. Der Anteil der Protestanten und Katholiken an der Gesamtbevölkerung ist demnach im beobachteten Zeitraum gesunken.

## Politik

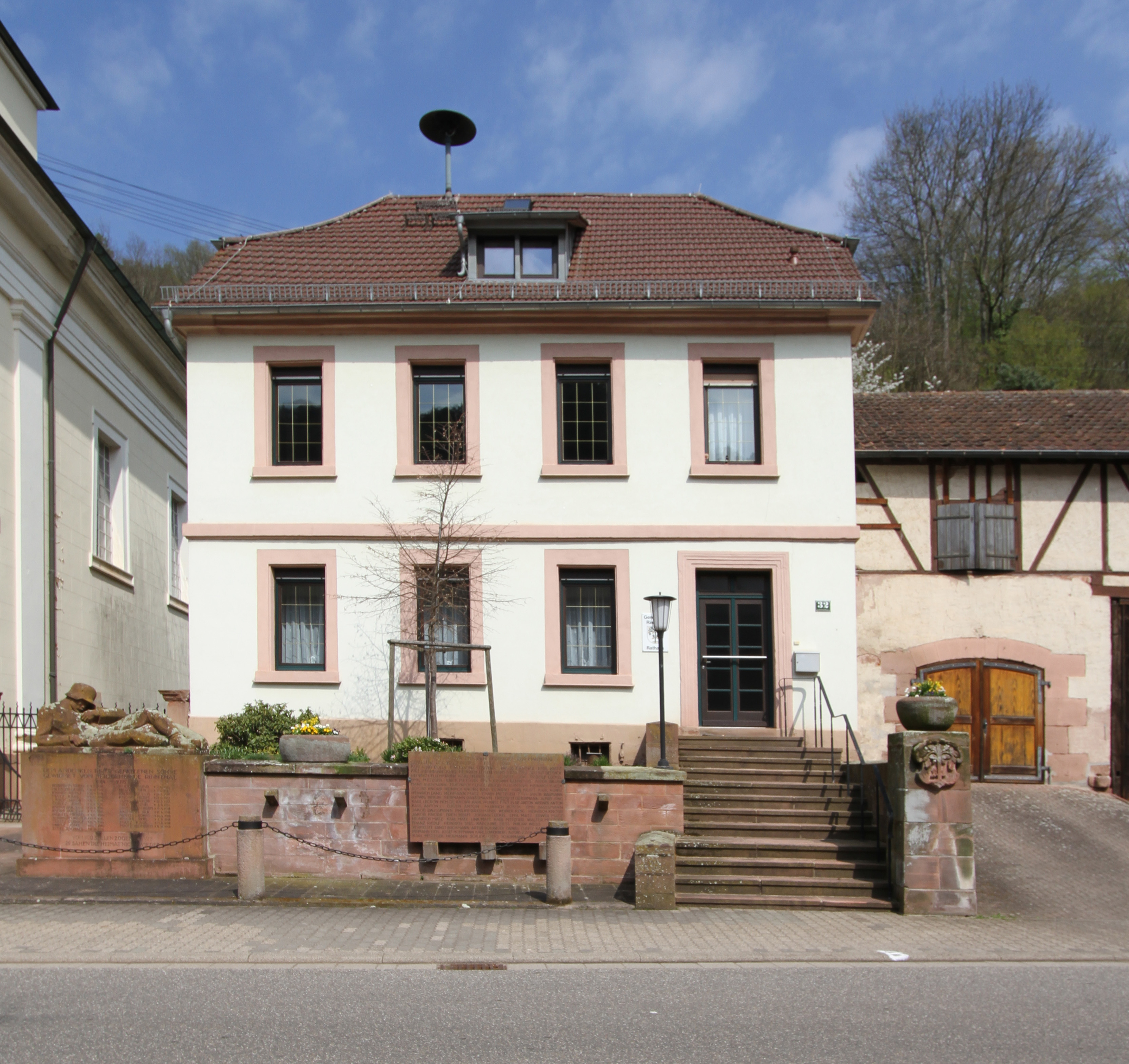
Rathaus

Bei Bundestagswahlen gehört die Gemeinde seit 1965 zum Wahlkreis Südpfalz (bis 1983: Wahlkreis Landau), davor bis 1961 zum Wahlkreis Zweibrücken. Bei Landtagswahlen war Rinnthal von 1991 bis 2011 Bestandteil des Wahlkreises Südliche Weinstraße. 2016 wurde sie vorübergehend dem Wahlkreis Pirmasens zugeschlagen, ab 2021 gehört sie erneut zum Wahlkreis Südliche Weinstraße.

### Gemeinderat
Der Gemeinderat in Rinnthal besteht aus zwölf Ratsmitgliedern, die bei der Kommunalwahl am 9. Juni 2024 in einer Mehrheitswahl gewählt wurden, und dem ehrenamtlichen Ortsbürgermeister als Vorsitzendem.

### Bürgermeister
Torsten Hertel wurde am 19. August 2019 Ortsbürgermeister von Rinnthal. Bei der Direktwahl am 26. Mai 2019 war er mit einem Stimmenanteil von 88,29 % gewählt worden. Bei der Direktwahl am 9. Juni 2024 wurde er als einziger Bewerber mit 64,0 % für weitere fünf Jahre wiedergewählt.
Torsten Hertels Vorgänger Heinz Hertel hatte das Amt von 1999 bis 2019 ausgeübt.

### Wappen
| Wappen von Rinnthal | Blasonierung: „In Silber ein stilisierter goldbewurzelter grüner Eichenbaum mit goldenen Eicheln.“ |
| Wappen von Rinnthal | |

## Kultur

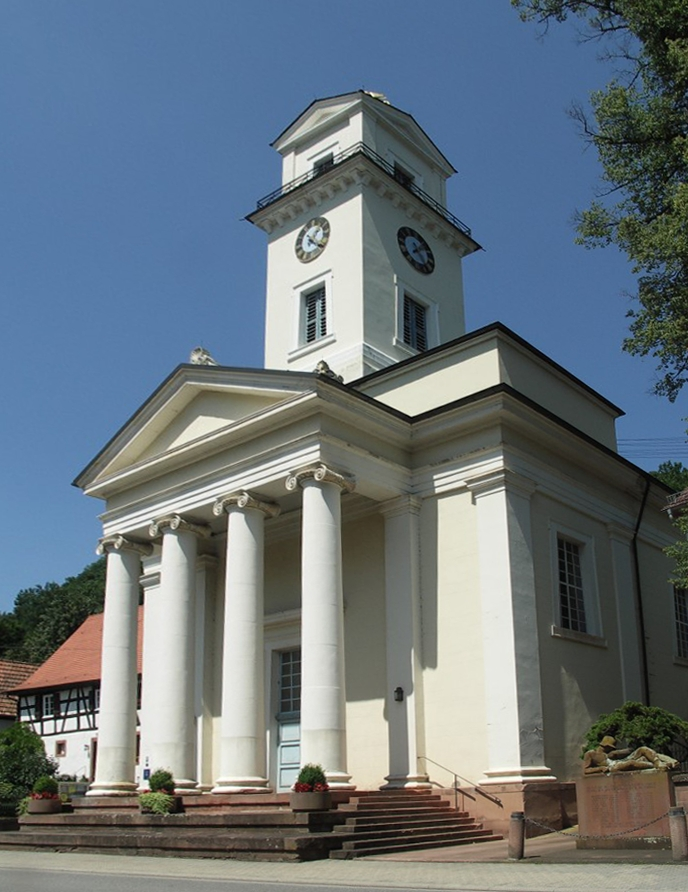
Klassizistische Kirche in Rinnthal

### Bauwerke
Kulturdenkmäler
Der Ortskern ist als Denkmalzone ausgewiesen; hinzu kommen insgesamt acht Einzelobjekte, die unter Denkmalschutz stehen. Das Zentrum des Ortes bildet die von Joseph Daniel Ohlmüller unter Einfluss von Leo von Klenze entworfene klassizistische Dorfkirche, die 1834 nach dreijähriger Bauzeit eingeweiht wurde.
sonstige Bauwerke
Im Südosten des Siedlungsgebiets befindet sich am Bachlauf der Queich die Villa Steiner, die 1896 erbaut wurde. Nach der Renovierung im Jahr 2003 stand sie für den Tourismus zur Verfügung. Mittlerweile ist die Villa Steiner aber wieder in Privatbesitz.

### Natur
Die Ortsgemeinde liegt im Naturpark Pfälzerwald, der wiederum zum Biosphärenreservat Pfälzerwald-Vosges du Nord gehört.  Rinnthal ist Bestandteil des Klettergebiet Pfälzer Wald. Zudem befindet sich nordwestlich des Siedlungsgebiets der Langenfelsen. Im Osten der Gemarkung befindet sich außerdem der Ritterstein 184, der die Bezeichnung Grimmeisenpfad trägt; er weist auf einen Wanderpfad hin, der von Annweiler zum Forsthaus Taubensuhl führt. Benannt wurde er nach Albert Grimmeisen, einem Mitbegründer des Pfälzerwald-Vereins, der 1908 bei einer Klettertour tödlich verunglückte.

### Medien
Der Jugendfilm Treffer aus dem Jahr 1984 wurde teilweise auf der Gemarkung von Rinnthal gedreht.

## Wirtschaft und Infrastruktur

### Wirtschaft
Vor Ort spielte früher die Holzindustrie eine große Rolle. Zudem war Rinnthal zeitweise Standort einer Stuhlfabrik.

### Verkehr
Schiene
1875 erhielt Rinnthal Eisenbahnanschluss, als die Bahnstrecke Landau–Zweibrücken auf voller Länge eröffnet wurde. Der Bahnhof entstand am östlichen Ortsrand und wurde zwischenzeitlich zum Haltepunkt zurückgebaut. Am westlichen Siedlungsrand passiert die Strecke den Schwerwoogkopf-Tunnel.
Straße

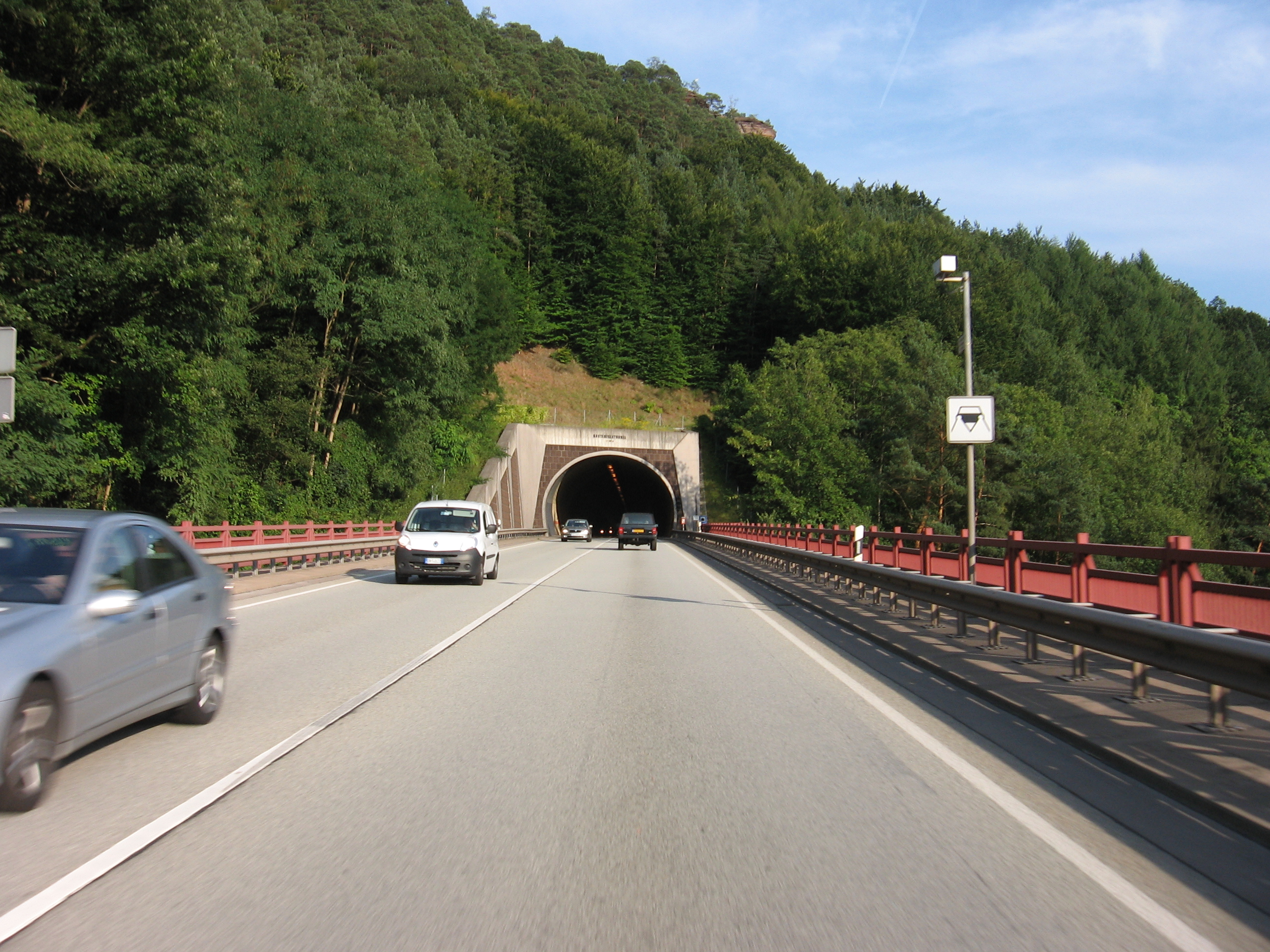
Kostenfelstunnel

Zu bayerischen Zeiten führte die Staatsstraße 151 von Landau in der Pfalz über Pirmasens und Zweibrücken durch den Ort. Nach Fertigstellung der nördlich der Bebauung befindlichen Ortsumgehung der in diesem Bereich gemeinsam verlaufenden Bundesstraßen 10 und 48 wurde Rinnthal im Jahr 1997 vom Durchgangsverkehr befreit. Die dafür erbauten Tunnel – einschließlich der vor Ort befindliche Kostenfelstunnel – gehören zu den längsten in Rheinland-Pfalz. Zahlreiche Häuser wurden anschließend renoviert und das Ortsbild stark aufgewertet. Die B 10 führt in die westliche Richtung nach Pirmasens und in die östliche nach Landau; die B 48 verbindet Rinnthal mit Bingen am Rhein sowie Bad Bergzabern. Es existieren Pläne, die Umgehung in diesem Bereich vierspurig auszubauen, wogegen die Dorfbewohner jedoch Widerstand leisten.
Durch die Ortsmitte verläuft seither die Landesstraße 490, die von Niederschlettenbach bis nach Queichhambach führt.
Der öffentliche Nahverkehr ist in den Verkehrsverbund Rhein-Neckar integriert. Bis 2012 war die Gemeinde über die von SüdwestBus betriebene Buslinie 523, die die Route Landau–Godramstein–Annweiler–Hauenstein befuhr und somit parallel zur Bahnstrecke verlief. Seither verkehrt die von der Queichtal Nahverkehrsgesellschaft betriebene Buslinie 526 durch Rinnthal, die den Ort mit Hofstätten, Annweiler am Trifels und Hauenstein verbindet.

### Tourismus

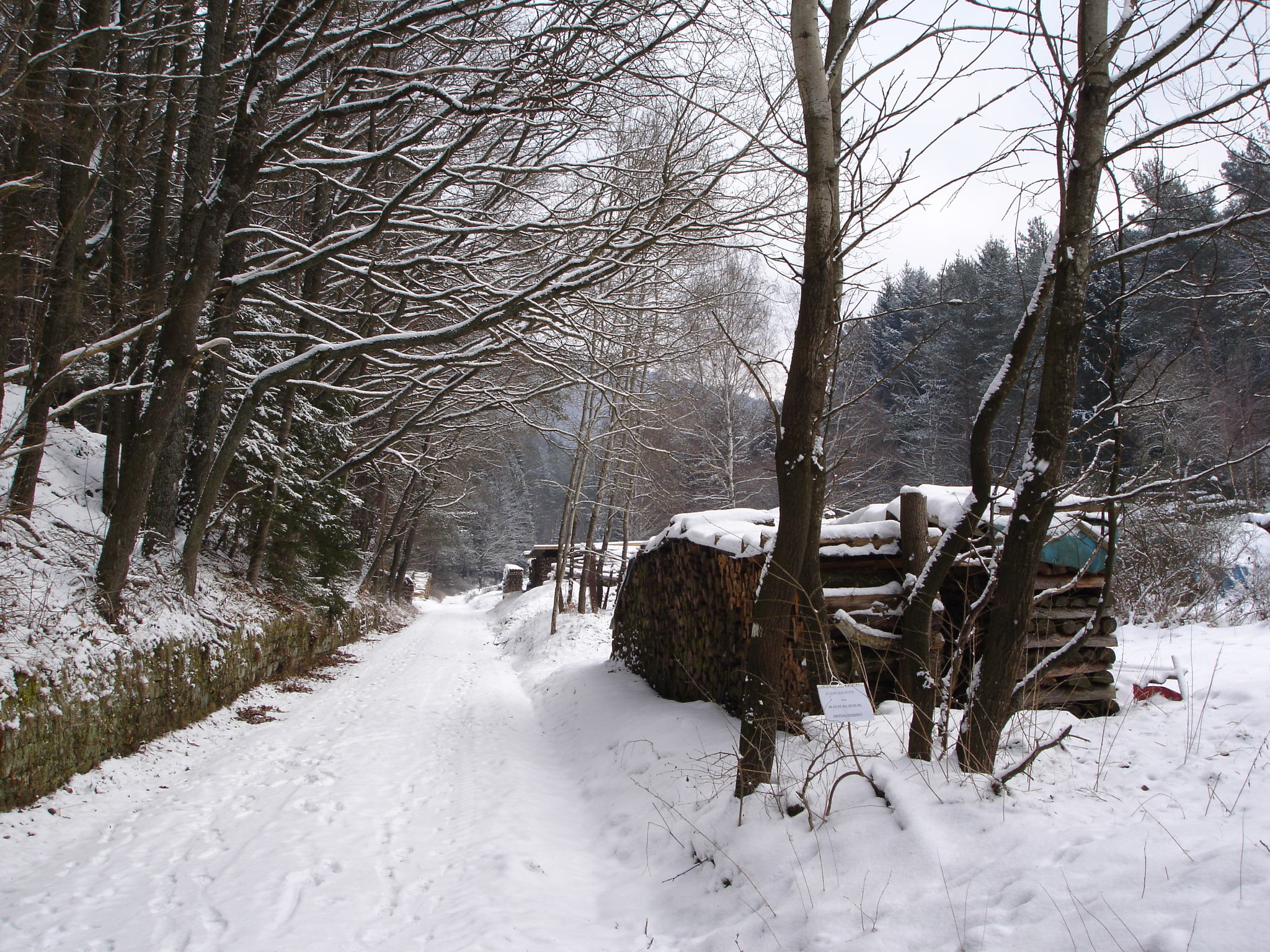
Wanderweg innerhalb von Rinnthal

Durch Rinnthal führen der Queichtalradweg und ein Wanderweg, der mit einem roten Punkt markiert ist. Ein solcher mit einem grün-blauen Balken gekennzeichnet ist und verläuft von Göllheim bis nach Eppenbrunn verläuft, streift den nördlichen Siedlungsrand.
Durch den äußersten Osten der Gemeindegemarkung verlaufen der mit einem blauen Balken markierte Fernwanderweg Staudernheim–Soultz-sous-Forêts sowie der mit einem weiß-blauen Balken gekennzeichnete und von Bad Münster am Stein bis nach Sankt Germanshof. Durch den äußersten Nordwesten des Gemeindegebiets führt der mit einem rot-weißen Balken gekennzeichnete Höcherbergweg sowie ein weiterer, der mit einem blau-gelben Balken markiert ist und unter anderem die Verbindung mit Lauterecken sowie Sankt Germanshof schafft. Im Wellbachtal direkt an der Bundesstraße 48 beginnt der Wanderweg mit der Kennzeichnung „gelb-roter Balken“; er führt über Wilgartswiesen und Klingenmünster bis nach Rülzheim.

## Persönlichkeiten
- Moritz von Hirschfeld (1790–1859), preußischer General der Infanterie, nahm 1849 am Gefecht bei Rinnthal teil.
- Martin Schöneich (* 1955), Bildhauer, entwarf 2003 das Torobjekt, das vor Ort als Fahrbahnteiler fungiert.
- Klaus Tröster (* 1937 in Rinnthal), Wirtschaftsjurist und Geschäftsführer (Alfred Teves GmbH, SWF-Spezialfabrik für Autozubehör GmbH)